# Torfowisko Wielkie Błoto
Torfowisko Wielkie Błoto (kod PLH120080) – specjalny obszar ochrony siedlisk sieci Natura 2000, zlokalizowany na terenie województwa małopolskiego. Obszar obejmuje powierzchnię 338,69 ha. Teren wyznaczony został w celu długotrwałego zabezpieczenia populacji zagrożonych wymarciem gatunków zwierząt (z wyłączeniem ptaków) takich jak: czerwończyk nieparek (Lycaena dispar), modraszek nausitous (Maculinea (Phengaris) nausithous), modraszek telejus (Maculinea (Phengaris) teleius).